# トルトーナ
トルトーナ（伊: Tortona）は、イタリア共和国ピエモンテ州アレッサンドリア県にある、人口約27,000人の基礎自治体（コムーネ）。

## 地理

### 位置・広がり
| 隣接するコムーネは以下の通り。 - アレッサンドリア - ボスコ・マレンゴ - カルボナーラ・スクリーヴィア - カレッツァーノ - カステルヌオーヴォ・スクリーヴィア - パデルナ - ポンテクローネ - ポッツォーロ・フォルミガーロ - サーレ - サレッツァーノ - スピネート・スクリーヴィア - ヴィグッツォーロ - ヴィッラルヴェルニア - ヴィッラロマニャーノ |

### 地震分類
イタリアの地震リスク階級 (it) では、3 に分類される
。

## 行政

### 分離集落
トルトーナには、以下の分離集落（フラツィオーネ）がある。
- Bettole di Tortona, Castellar Ponzano, Mombisaggio e Torre Calderai, Rivalta Scrivia, Torre Garofoli, Vho, Passalacqua

## 姉妹都市
- プリヴァ、フランス
- ゼーフェナール、オランダ
- 江陰市、中国